# 설수현
설수현(薛守玹, 1976년 6월 26일~)은 대한민국의 배우 겸 방송MC이자 모델이다.

## 생애
그녀의 아버지는 예비역 대한민국 육군 대령 전역한 군인 출신이고 그녀는 대한민국 서울에서 출생하였으며, 지난날 한때 경상북도 대구에서 잠시 유아기를 보낸 적이 있는 그녀는 1999년 미스코리아 경북 선(善)에 이어 미스코리아 미(美)로 데뷔하였다. 언니 설수진은 연기자로 현재 베스티안 화상후원재단의 이사장으로 활동하고 있다.

## 출연작

### TV 드라마
- 2001년 MBC 《내 마음의 보석상자》
- 2001년 KBS 《드라마시티》
- 2001년 SBS 《오픈 드라마 남과 여》

### 연극
- 2002년 《약한 자의 슬픔》 ... 엘리자베스 역(주인공)

### 뮤지컬
- 2002년 《지붕 위의 바이올린》 ... 체이텔 역(조연)

### 텔레비전 프로그램(진행, 출연)
- 2003년 KBS2 《비타민》
- 2006년 EBS 《생방송 60분 부모》
- 2011년 KBS1 《과학카페》
- 2012년 JTBC 《닥터의 승부》
- 2012년 KBS2 《이야기쇼 두드림》 10회
- 2012년 MBC 《공감토크쇼 놀러와》 381회
- 2012년 KBS1 《사랑의 리퀘스트》 667회
- 2012년 MBC every1 《나인 투 식스 2》
- 2012년 올'리브 《올리브쇼 2012 - 키친 파이터》
- 2012년 MBC 《세바퀴》 166회, 172회
- 2012년 TV조선 《속사정》
- 2013년 MBN 《속풀이쇼 동치미》
- 2013년 SBS 《스타 주니어 쇼 붕어빵》
- 2013년 SBS 《스타 부부 쇼 자기야》
- 2013년 SBS funE 《하이힐을 신고 달리는 엄마》
- 2013년 tvN 《미녀들의 수학》
- 2013년 KBS1 《똑똑한 소비자 리포트》 23회
- 2013년 MBC 《세바퀴》 230회
- 2014년 채널차이나 《디자인 마이 하우스》
- 2014년 TV조선 《내 몸 사용 설명서》
- 2014년 JTBC 《건강의 품격》
- 2014년 KBS2 《가족의 품격 풀하우스》 72회
- 2014년 JTBC 《살림의 신 시즌3》
- 2014년 KBS2 《1 대 100》 356회
- 2014년 MBC 《세바퀴》 275회
- 2015년 JTBC 《닥터의 승부》 158회
- 2015년 SBS 《백종원의 3대 천왕》
- 2015년 MBC 《MBC 다큐프라임》 293회 : 우리 아이 키 성장 보고서 - 내레이션
- 2015년 KBS2 《위기탈출 넘버원》 483회
- 2015년 JTBC 《유자식 상팔자》 104회
- 2016년 채널A 《황금나침반》
- 2017년 SBS Plus 《여자플러스》

### 라디오 프로그램
- 2001년~2002년 KBS 제2라디오 《지석진, 설수현의 즐거운 세상》
- 2002년~2003년 KBS 제2라디오 《이무송, 설수현의 즐거운 세상》
- 2015년 EBS FM 《EBS 책 읽는 라디오 낭독 시리즈》

## 가족 관계
- 배우자 : 이창훈
  - 첫째 : 이가예 (2003년 ~ )
  - 둘째 : 이가윤 (2006년 ~ )
  - 셋째 : 이승우 (2008년 ~ )
- 언니 : 설수진 (1974년 8월 22일 ~ )
  - 형부 : 박길배 (1969년 ~ )
    - 조카 : 박설연 (2011년 1월 29일 ~ )